# Blossia nigripalpis nigripalpis
Blossia nigripalpis nigripalpis es una subespecie de arácnido  del orden Solifugae de la familia Daesiidae.

## Distribución geográfica
Se encuentra en Israel.